# Intendencia del Amazonas
La intendencia del Amazonas fue una antigua entidad territorial de Colombia que correspondía a la parte suroriental (es decir, el trapecio amazónico) del hoy departamento del Amazonas, ubicado al sur de este país. La entidad fue creada por medio de la ley 2 del 7 de noviembre de 1931 para reafirmar el dominio colombiano sobre la región después de los tratados firmados con Perú en 1922 y Brasil en 1928. El 25 de febrero de 1943 por medio de la ley 2 es denominada nuevamente como comisaría.
En 1933 se desató la guerra colombo-peruana a causa de la toma de Leticia por el ejército del Perú, que culminó con la firma del protocolo de Río de Janeiro en 1934.